# Johannes von Ballestrem

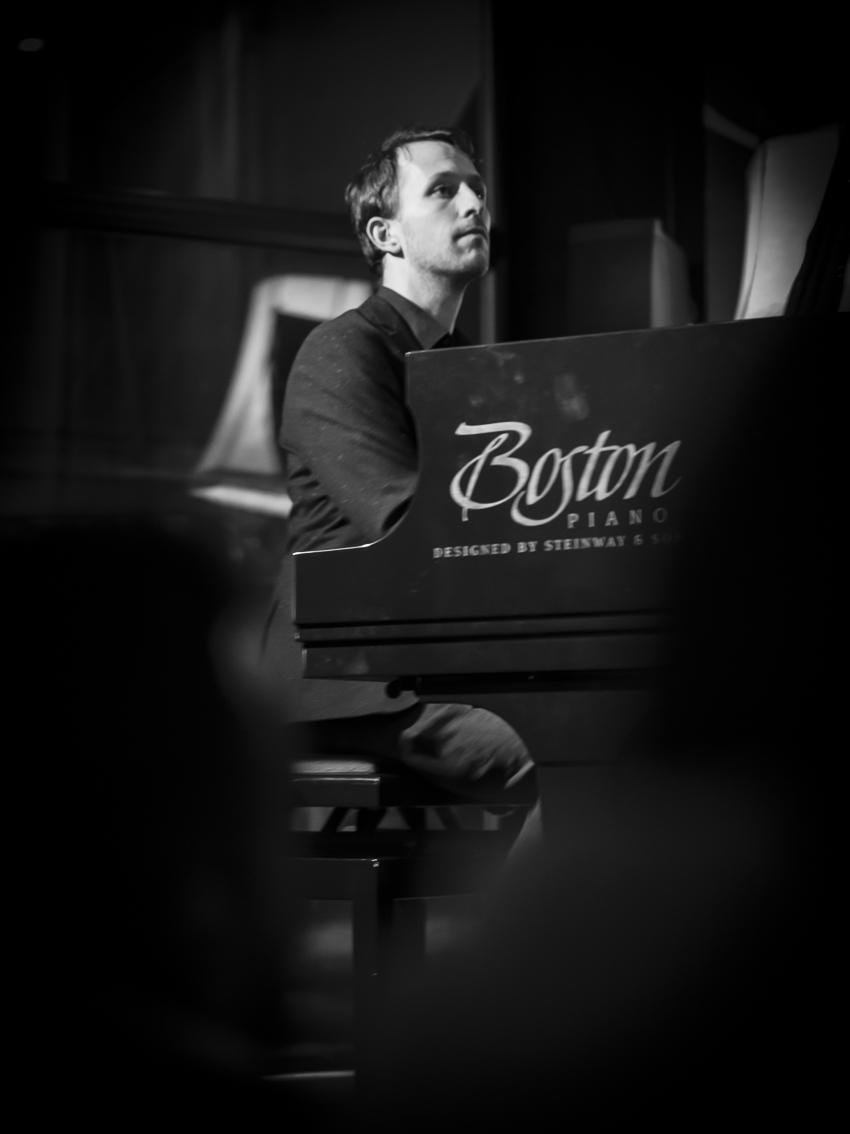
Johannes von Ballestrem (2019)

Johannes von Ballestrem (* 1990 in Bonn) ist ein deutscher Jazzmusiker (Piano, Komposition, auch Gitarre).

## Wirken
Ballestrem studierte Klavier am Jazz-Institut Berlin bei Tino Derado, Wolfgang Köhler, Kurt Rosenwinkel und Greg Cohen. Daran anschließend absolvierte er den Masterstudiengang an der Hochschule für Musik und Theater „Felix Mendelssohn Bartholdy“ Leipzig bei Michael Wollny.
Zwischen 2011 und 2013 gehörte er dem Bundesjazzorchester an, mit dem er die Alben Afropa und 25 aufgenommen hat und zahlreiche Konzerte, etwa in Westafrika, spielte. Weitere Konzertreisen führten ihn durch ganz Europa, wo er in Clubs und auf Festivals wie dem JazzFest Berlin oder dem Jazzfest Bonn spielte. Im März 2014 eröffnete Ballestrem mit einem Solokonzert die deutsche Kulturwoche in Cotonou, Benin. 2014 gründete er sein Quartett, zu dem Anna-Lena Schnabel, Paul Santner und Fabian Rösch gehörten; die Band war 2014 unter den drei Finalisten des Jungen Deutschen Jazzpreises Osnabrück. Weiter trat er mit Till Brönner, Greg Cohen, Kurt Elling, Norma Winstone, Sebastian Gille, Drew Gress, Eric Harland, Michael Schiefel, Jim Black, Wanja Slavin, Ben Street und Jiggs Whigham auf.
Mit dem Trio Massive Schräge, zu dem neben Ballestrem Gitarrist Florian Fleischer und Schlagzeuger Dominik Mahnig gehörten, veröffentlichte er 2014 das Album Vegas, Baby! bei dem Label Mons Records. Mit der Gruppe Sun Dew um Héloïse Lefebvre und Paul Audoynaud legte er 2017 das gleichnamige Album und 2018 die EP This Secret Cay vor. Weiterhin gehörte er zu den Gruppen von Fabiana Striffler, Defne Şahin, Friede Merz, Judy Niemack, dem Andreas Hofschneider Quartett sowie zu Markus Ehrlichs Flexibler Eingreiftruppe und zum Sexteto Universal der brasilianischen Flötistin und Komponistin Mariana Zwarg.
Ballestrem erhielt 2016 ein Forschungsstipendium des Berliner Senats und verbrachte sechs Wochen in New Orleans, wo er sich mit traditionellem Jazz und Stride-Piano beschäftigte.
Nach einer Begegnung mit dem Violinisten Daniel Hope in dessen Sendung Hope @ Home, die von ARTE ausgestrahlt wurde, folgte eine Zusammenarbeit mit ihm und dem Zürcher Kammerorchester, unter anderem als Gastsolist bei einer umfangreichen Deutschlandtournee im Frühjahr 2022 mit Stationen im Konzerthaus Berlin, dem Prinzregententheater und der Elbphilharmonie.
2023 erschien sein Duo-Album Tightrope Dancer mit Mariana Zwarg, das auf Konzerten in Europa sowie in Brasilien präsentiert wurde. 

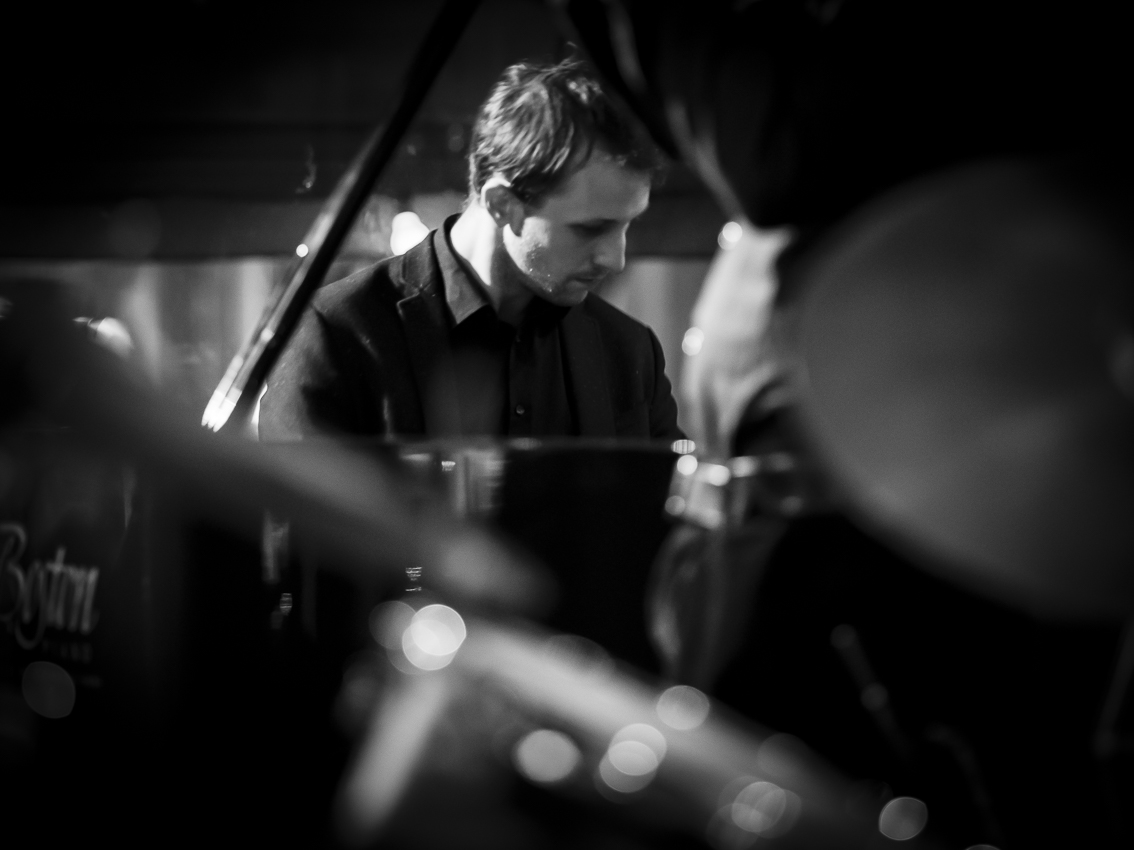
Johannes von Ballestrem (2019) mit The Tin Aleey Quartett

## Diskographische Hinweise
- Massive Schräge Vegas, Baby! (Mons Records, 2014)
- Sun Dew Sun Dew (Laborie Jazz, 2017)
- Friede Merz Denmark Street (Spray Can Records, 2018)[10]
- Andreas Hofschneider Quartett Swing is King (Tari Taro, 2018)
- Fabiana Striffler Trio Sweet and so Solitary (Traumton Records 2018, mit Friederike Merz)[11]
- Natalie Greffel Para Todos (agogo records, 2020)
- Mariana Zwarg Sexteto Universal Nascentes (Scubidu Music, 2020, mit Mette Nadja Hansen, Sá Reston, Pierre Chastel, Sami Kontola sowie Hermeto Pascoal)[12]
- Johannes von Ballestrem & Mariana Zwarg Tightrope Dancer (Scubidu Music, 2023)[13][14][15]

## Webpräsenz
- Webpräsenz
- Johannes von Ballestrem bei Discogs